# Seven Years: 1998–2005
Seven Years: 1998–2005 este un album de compilație creat de DJ-ul german André Tanneberger cunoscut drept ATB. A fost lansat în 2005 și include mai multe melodii din albumele anterioare dar și șase melodii noi. Trei dintre acestea au fost lansate ca discuri single: „Humanity”, având-o ca solistă pe Tiff Lacey, o nouă versiune a melodiei (cea veche era vocea feminină a formației Wild Strawberries, Roberta Carter Harrison) „Let U Go” cântată de Jan Löchel și „Believe in Me” avându-l pe Löchel ca chitarist și solist. A fost lansat și un DVD care include videoclipuri, filmarea videoclipului „I Don't Wanna Stop” și interviuri.

## Lista melodiilor

### Ediția standard
| Nr. | Titlu                                               | Autor(i)                     | Lungime |  |
| 1.  | „Humanity” (Melodie nouă)                           | Lacey, Tanneberger           | 4:25    |  |
| 2.  | „Let U Go (2005 Reworked)” (Melodie nouă)           | Harrison, Tanneberger        | 4:24    |  |
| 3.  | „Believe in Me” (Melodie nouă)                      | Löchel, Tanneberger          | 3:16    |  |
| 4.  | „Trilogie (Part 2)” (Melodie nouă)                  | Tanneberger                  | 4:11    |  |
| 5.  | „Take Me Over” (Melodie nouă)                       | McKenna, Tanneberger, Zonana | 4:13    |  |
| 6.  | „Far Beyond” (Melodie nouă)                         | Tanneberger, VanEyden, ...   | 3:40    |  |
| 7.  | „Here with Me” (din No Silence, 2004)               | Elliott-Smith, Larsen, ...   | 3:38    |  |
| 8.  | „Ecstasy” (din No Silence, 2004)                    | Elliott-Smith, Larsen, ...   | 4:08    |  |
| 9.  | „Marrakech” (din No Silence, 2004)                  | Elliott-Smith, Larsen, ...   | 3:45    |  |
| 10. | „In Love with the DJ” (din Addicted to Music, 2003) | Harrison, Tanneberger        | 3:40    |  |
| 11. | „Long Way Home” (din Addicted to Music, 2003)       | Harrison, Tanneberger        | 4:00    |  |
| 12. | „I Don't Wanna Stop” (din Addicted to Music, 2003)  | Harrison, Tanneberger        | 3:34    |  |
| 13. | „You're Not Alone” (din Dedicated, 2002)            | Kellett, Taylor-Firth        | 3:30    |  |
| 14. | „Hold You” (din Dedicated, 2002)                    | Harrison, Tanneberger        | 3:28    |  |
| 15. | „Let U Go” (din Dedicated, 2002)                    | Harrison, Tanneberger        | 3:27    |  |
| 16. | „The Fields of Love” (din Two Worlds, 2000)         | Tanneberger                  | 3:43    |  |
| 17. | „The Summer” (din Two Worlds, 2000)                 | Tanneberger                  | 3:46    |  |
| 18. | „Killer” (din Dr. Adamski's Musical Pharmacy, 1990) | Samuel, Tinley               | 3:56    |  |
| 19. | „Don't Stop!” (din Movin' Melodies, 1999)           | Tanneberger                  | 3:44    |  |
| 20. | „9pm (Till I Come)” (din Movin' Melodies, 1999)     | Tanneberger                  | 3:16    |  |

### Ediție standard limitată
- Include cele douăzeci de melodii de mai sus, plus un DVD cu videoclipurile:

1. "9 PM (Till I Come)"
2. "Don't Stop!"
3. "Killer"
4. "The Summer"
5. "The Fields of Love"
6. "Let U Go"
7. "Hold You"
8. "You're Not Alone"
9. "I Don't Wanna Stop"
10. "Long Way Home"
11. "Marrakech"
12. "Ecstasy"
13. "Believe in Me"
14. "Humanity" (Video bonus "ATB In Concert")
15. "Interview"
16. "Photos"
17. "Making Of - I Don't Wanna Stop"
18. "Bonus Video - Believe in Me" (Director's Airplay Cut)

### Ediție limitat
- Include cele douăzeci de melodii de mai sus, plus piesa:

1. "Humanity" (Airplay Mix)

- Un DVD cu următoarele videoclipuri:

1. "Marrakech"
2. "Ecstasy"
3. "I Don't Wanna Stop"
4. "The Fields of Love"
5. "Hold You"
6. "Long Way Home"
7. "Let U Go"
8. "Killer"
9. "The Summer"
10. "Don't Stop!"
11. "9pm (Till I Come)"
12. "You're Not Alone"